# اومواهیا
اومواهیا هي مدينة نيجرية وعاصمة ولاية أبيا تقع جنوب شرق نيجريا.